# Skylar Grey
Skylar Grey, vroeger bekend als Holly Brook (Mazomanie (Wisconsin), 23 februari 1986), is een Amerikaanse singer-songwriter. In 2005 werd ze door A&R Brad Delson ingeschreven bij Machine Shop, een imprint van Linkin Park onder Warner Bros.
Ze werd bekend door de samenwerking met Fort Minor in het nummer Where'd You Go, dat een wereldwijd een commercieel succes werd door in de Verenigde Staten de top vijf en in de Nederlandse Top 40 de top tien te halen. In 2006 kwam haar debuutalbum Like Blood, Like Honey uit maar werd geen succes waardoor zij en het label uit elkaar gingen.
In 2010 dook ze opnieuw op in de muziekwereld met Skylar Grey als pseudoniem. Ze zong het refrein op Coming Home van Diddy-Dirty Money, werd aangenomen op het label Wonderland van Alexx da Kid, schreef de muziek en de teksten van de twee versies van Rihanna's en Eminems Love the Way You Lie en zong het refrein op het door hem geproduceerde Words I Never Said van Lupe Fiasco.
In 2011 kwam I need a doctor uit, een hit samen met Eminem en Dr. Dre.

## Discografie

### Singles
| Single met eventuele hitnotering(en) in de Nederlandse Top 40 | Datum van verschijnen | Datum van binnenkomst | Hoogste positie | Aantal weken | Opmerkingen                                                                                   |
| ------------------------------------------------------------- | --------------------- | --------------------- | --------------- | ------------ | --------------------------------------------------------------------------------------------- |
| Where'd you go                                                | 15-04-2006            | 24-06-2006            | 10              | 12           | als Holly Brook / met Fort Minor & Jonah Matranga / nr. 15 in de Single Top 100 / Alarmschijf |
| Coming home                                                   | 15-11-2010            | 12-02-2011            | 16              | 8            | met Diddy-Dirty Money / nr. 14 in de Single Top 100 / Alarmschijf                             |
| I need a doctor                                               | 14-02-2011            | 05-03-2011            | tip18           | -            | met Dr. Dre & Eminem / nr. 55 in de Single Top 100                                            |
| Shot me down                                                  | 10-02-2014            | 22-02-2014            | 17              | 12           | met David Guetta / nr. 8 in de Single Top 100                                                 |
| Glorious                                                      | 15-06-2017            | 16-09-2017            | 31              | 4            | met Macklemore / Nr. 56 in de Single Top 100                                                  |
| Tragic Endings                                                | 15-12-2017            | -                     |                 |              | met Eminem / Nr. 97 in de Single Top 100                                                      |

| Single met hitnotering(en) in de Vlaamse Ultratop 50 | Datum van verschijnen | Datum van binnenkomst | Hoogste positie | Aantal weken | Opmerkingen                                       |
| ---------------------------------------------------- | --------------------- | --------------------- | --------------- | ------------ | ------------------------------------------------- |
| Where'd you go                                       | 2005                  | 22-04-2006            | tip6            | -            | als Holly Brook / met Fort Minor & Jonah Matranga |
| Coming home                                          | 2010                  | 22-01-2011            | 17              | 9            | met Diddy-Dirty Money                             |
| I need a doctor                                      | 2011                  | 26-02-2011            | tip3            | -            | met Dr. Dre & Eminem                              |
| C'mon let me ride                                    | 2012                  | 22-12-2012            | tip65           | -            | met Eminem                                        |
| Shot me down                                         | 2014                  | 22-02-2014            | 11              | 1*           | met David Guetta                                  |

- Bibliothèque nationale de France: cb171548533 (data)
- Gemeinsame Normdatei: 126994097X
- International Standard Name Identifier: 0000 0000 7157 3675
- Library of Congress Control Number: no2009155176
- MusicBrainz: bd01c9d7-89dd-4cb4-9baa-a43bfa292bed
- Nationale Bibliotheek van Israël: 987007413690205171
- Nederlandse Thesaurus van Auteursnamen: 371682843
- Réseau des bibliothèques de Suisse occidentale: 02-A023571716
- Virtual International Authority File: 101461778
- WorldCat: E39PBJyMmPjQdwCWGVPQVwPfbd